# Sergio Camus
Sergio Camus Perojo (Colindres, Cantabria, España, 19 de abril de 1997) es un futbolista español que juega como lateral derecho. Actualmente juega en el Nástic de Tarragona de la Primera RFEF.

## Trayectoria
Formado en las categorías inferiores del Racing de Santander, en la temporada 2015-16 forma parte de la plantilla del Rayo Cantabria de la Tercera División de España.
El 8 de noviembre de 2015, hace su debut con el primer equipo del Racing de Santander en la Segunda División B de España, en un encuentro frente al Burgos CF que acabaría con empate a uno. En esa misma temporada, disputaría minutos en otro encuentro de liga frente al CD Lealtad.
En la temporada 2016-17, forma parte de la plantilla del primer equipo y disputa dos encuentros de liga y uno de Copa del Rey frente al Athletic Club, durante la primera parte de la competición.
En enero de 2017, Sergio es cedido al Arenas Club del Grupo II de la Segunda División B de España.
En agosto de 2017, tras rescindir su contrato con el Racing de Santander, se compromete en propiedad por el Arenas Club.
En enero de 2018, firma por el CD Vitoria del mismo grupo en la Segunda División B de España. En la temporada 2018-19, disputa 19 partidos no pudiendo evitar el descenso a la Tercera División de España.
En la temporada 2019-20, jugaría en la Tercera División de España, con el conjunto vitoriano.
En la temporada 2020-21, firma por el Club Portugalete de la Segunda División B de España, en el que juega durante la primera vuelta de la competición.
El 26 de enero de 2021, firma por el Club Atlético de Madrid "B" de la Segunda División B de España.
El 10 de agosto de 2022, se confirmó su fichaje por el Atlético Ottawa de la Canadian Premier League, en calidad de cedido por el Club Atlético de Madrid.Actualmente, en la temporada 2023/2024 se encuentra en las filas de Unionistas de Salamanca

## Clubes
| Club                        | País   | Año             |
| --------------------------- | ------ | --------------- |
| Rayo Cantabria              | España | 2015-2016       |
| Racing de Santander         | España | 2016            |
| Arenas Club (cedido)        | España | 2017            |
| Arenas Club                 | España | 2017-2018       |
| CD Vitoria                  | España | 2018-2020       |
| Club Portugalete            | España | 2020            |
| Club Atlético de Madrid "B" | España | 2021-2022       |
| Atlético Ottawa (cedido)    | Canadá | 2022-2023       |
| Unionistas de Salamanca CF  | España | 2023-2024       |
| SD Tarazona                 | España | 2024-2025       |
| Nástic de Tarragona         | España | 2025-actualidad |